# Алвеш Редол
Анто́ниу А́лвеш Редо́л (порт. António Alves Redol; 29 декабря 1911, Вила-Франка-де-Шира, Рибатежу, Португалия — 29 ноября 1969, Лиссабон) — португальский писатель, педагог, драматург, основоположник и центральная фигура португальского неореализма в литературе 2-й четверти XX века, один из видных представителей современной португальской литературы, антифашист, член Португальской коммунистической партии (PCP).

## Передача имени
В источниках на русском языке встречаются несколько вариантов передачи имени писателя: транслитерационный в предисловиях к переводам произведений издательств художественной литературы — Антонио Алвес Редол, недостаточно точный транскрипционный в энциклопедиях, согласно рекомендациям Инструкций ГУГК — Алвиш Редол. Более точная передача имени используется в литературоведческих очерках О. А. Овчаренко — Антониу Алвеш Редол. В Португалии имя писателя в потоке речи произносится как Антониу Алвеж Редол.

## Биография
Сын небогатого лавочника, окончил курс коммерции, работал в лавке отца, стал сотрудником местной газеты «Жизнь Рибатежо». Для улучшения материального положения семьи отправился летом 1928 года на заработки в Анголу. Там с большим трудом нашел работу, но по болезни вынужден был покинуть Анголу в 1931 году. После операции снова долго искал работу. Изучал, а затем и преподавал эсперанто. В 1932 году была опубликована первая новелла «Драма в лесу» (Drama na Selva), за которой последовали издания других новелл.
В условиях цензуры диктаторского режима Салазара приходилось прибегать к альтернативным методам отображения реальности. В 1938 году опубликовал этнографическое эссе, определившее творческий метод писателя по освещению социальных проблем. В 1930-х годах в сотрудничал с газетами «Дьявол» и «Восходящее солнце» (O Diabo, Sol Nascente), направленными против политики Нового государства, погрузился в подпольную антифашистскую борьбу, что привело к установлению слежки ПИДЕ. Вступил в подпольную Португальскую коммунистическую партию и созданное в 1945 году полулегальное Движение демократического единства. Дважды был арестован — в мае 1944 и в 1963 году. 
В городе, где родился Алвеш Редол, его имя носит улица и школа Escola Secundária Alves Redol. Там же открыт Музей неореализма (MNR).
В 2011 году в Португалии отмечалось 100-летие со дня рождения Алвеша Редола, в Музее неореализма и в Школе Алвеша Редола проводились выставки, конференции и киносеансы о жизни и творчестве португальского литератора, в местном театре ставились его пьесы; в январе 2012 года на филологическом факультете Лиссабонского университета прошла международная конференция «Столетие Алвеша Редола». 
В 2005 году муниципалитет города Вила Франка де Шира учредил литературную премию «Алвеш Редол» (Prémio Literário «Alves Redol») в номинациях «роман» (изначально 5 000 евро, впоследствии 7 500 евро) и «рассказ» (2 500 евро).

## Творчество
Алвеш Редол признан центральной фигурой португальского неореализма, известен как автор многих художественных произведений включая пьесы для театра и рассказы.
О. А. Овчаренко следует общему мнению португальских литературоведов, когда «Гайбеуш» («Полольщики», Gaibéus, 1939; согласно А. Ж. Сарайве и С. П. Мамонтову — 1940) расценивает в качестве первого романа португальского неореализма. Исследовательница цитирует эпиграф Алвеша Редола к произведению: «Этот роман не претендует на то, чтобы остаться в литературе как произведение искусства. Это, прежде всего, человеческий документ о событиях, происходивших в провинции Рибатежу. А помимо этого, пусть каждый понимает его по-своему». «Алвеш Редол считал роман «Цемент» (1925) Гладкова лучшей из прочитанных им книг». 
С. П. Мамонтов разделял творчество А. А. Редола, как и эволюцию неореалистического течения в целом, на два неравнозначных этапа: 1938—1949 (ученичество) и 1950—1969 годы (зрелость). Роман «Яма слепых» (Barranco de Cegos, 1961; согласно Сарайве — 1962) считается одним из лучших произведений португальского неореализма и лучшим сочинением писателя. Это своего рода социальная и нравоучительная сага, повествующая о жизни латифундиста из Рибатежу с конца XIX века. Овчаренко разделила точку зрения Мамонтова о том, что «Абсурдные времена», последняя книга «Ямы слепых», «граничит с реализмом, доходящим до фантастического, или, вернее, с так называемым магическим реализмом, основывающемся в Португалии не столько на мифологическом мышлении, сколько на влиянии латиноамериканских литератур, и прежде всего на бразильской»
А. Ж. Сарайва обращал внимание на то, что в своих первых произведениях — этнографическом эссе «Глория» (1938), романах «Полольщики», «Приливы» (Marés, 1941), «Авиейруш» (Avieiros, 1942) — А. Редол претендовал на документальное воспроизведение социальной драмы жителей Рибатежу и при создании собственного стиля испытывал влияние ранних сочинений Ж. Амаду. На следующем этапе творчества в романе «Тихая гавань» (Porto Manso, 1946) и цикле из трёх романов «Портвейн» (Port Wine, 1949 — 1953; «Закрытый горизонт» (Horizonte Cerrado, 1949), «Люди и тени» (Os Homens e as Sombras, 1951), «Сбор кровавого винограда» (Vindima de Sangue, 1953)) писатель в чрезмерно дидактической и схематически точной манере перешёл к отображению исторических конфликтов долины реки Доуру, известном винодельческом регионе по производству портвейна. В следующем романе «Глаза воды» (Olhos de Água, 1954) Редол вернулся к теме Рибатежу уже в более лёгкой и несколько живописно-романтической манере. В романе «У лодки семь рулей» (A Barca dos Sete Lemes, 1958) поднимается этико-политическая проблема потенциального предателя, усугубляемая проблемой реалистической эстетики повествования. Последний изданный при жизни писателя роман «Белая стена» может считаться продолжением «Ямы слепых», поскольку унаследовал его героев, тему, место и время описываемых событий.

## Основные произведения
Редол известен как автор более 40 произведений, в числе которых 16 романов, рассказы, 4 пьесы для театра, 5 сочинений детской литературы, 5 эссе. Единственный из писателей Португалии, чьи произведения несколько лет подвергались предварительной цензуре. 17-й роман Os Reinegros был запрещён цензурой фашистского режима и издан посмертно в 1972 году, согласно Сарайве — 1974.
Романы
- 1939/40 — «Гайбеуш» также «Полольщики» (Gaibéus)[12]; 5-е изд. 1976[11]
- 1941 — «Приливы» (Marés); 4-е изд. 1972[11]
- 1942 — Avieiros; 7-е изд. 1976[11]
- 1943 — «Фанга» (Fanga); 9-е изд. 1976[11]
- 1945 — Anúncio
- 1946 — «Тихая гавань» (Porto Manso)[17]
- 1940 — «Портвейн» (1949—1953; 3-е изд. 1975[11]), цикл из 3 романов
  - 1949 — «Закрытый горизонт» (Horizonte Cerrado)
  - 1951 — «Люди и тени» (Os Homens e as Sombras)
  - 1953 — «Сбор кровавого винограда» (Vindima de Sangue)
- 1954 — «Глаза воды» (Olhos de Água)[17]; 3-е изд. 1967[11]
- 1958 — «У лодки семь рулей» (A Barca dos Sete Lemes)[17]; 7-е изд. 1977[11]
- 1959 — «Щель на стене» (Uma Fenda na Muralha); 4-е изд. 1976[11]
- 1960 — «Испуганный конь» (Cavalo Espantado); 3-е изд. 1972[11]
- 1961 — «Яма слепых» (Barranco de Cegos); 5-е изд. 1976[14]
- 1966 — «Белая стена» (O Muro Branco), 5-е изд. 1976[14]
- 1972 — Os Reinegros, издан посмертно

Пьесы для театра
- 1940 — «Мария Эмилия» (Maria Emília)
- 1948 — «Кузница» (Forja)
- 1967 — «Внезапная смерть судьбы» (O Destino Morreu de Repente)
- 1972 — «Закрытая граница» (Fronteira Fechada)

Рассказы
- 1940 — «Я родилась с туристическим паспортом» (Nasci com Passaporte de Turista)
- 1943 — Espólio
- 1946 — Comboio das Seis
- 1959 — Noite Esquecida
- 1962 — Constantino Guardador de Vacas e de Sonhos
- 1963 — Histórias Afluentes
- 1968 — Três Contos de Dentes

Произведения для детей
- 1956 — A Vida Mágica da Sementinha
- 1968 — A Flor Vai Ver o Mar
- 1968 — A Flor Vai Pescar Num Bote
- 1969 — Uma Flor Chamada Maria
- 1970 — Maria Flor Abre o Livro das Surpresas

Эссе
- 1938 — «Глория — одно из селений Рибатежу» (Glória - Uma Aldeia do Ribatejo), этнографическое исследование[11]
- 1949 — A França - Da Resistência à Renascença
- 1950 — Cancioneiro do Ribatejo
- 1952 — Ribatejo (Em Portugal Maravilhoso)
- 1959?/1964 — Romanceiro Geral do Povo Português

## Работа в кино и фильмы о писателе
- Nazaré (1952)
- Avieiros (1975)

Писатель принимал участие в создании кинофильмов Nazaré (1952, сценарий и диалоги; режиссёр Мануэл Гимарайнш (Manuel Guimarães)), Vidas sem Rumo (1956, диалоги; режиссёр Мануэл Гимарайнш), Bola ao Centro (1947, диалоги; режиссёр Жуана Морейра (João Moreira)). В 1991 году вышел документальный фильм Нунеша Форте (Nunes Forte) о жизни и творчестве писателя Alves Redol — Vida e Obra. В 1999 году Мигел Сеабра Лопеш (Miguel Seabra Lopes) снял ещё одну документальную ленту Dia que não vejo o Tejo não é dia. В 2011 году был показан документальный фильм Alves Redol режиссёра Франсишку Мансу (Francisco Manso).

## Премии, награды и звания
- 1950 — премия Премия Рикарду Мальейруша[порт.] за первый роман трилогии о портвейне «Закрытый горизонт» (Horizonte Cerrado). Редол стал 16-м писателем, удостоенным этой премии, которая была учреждена Лиссабонской академией наук в 1933 году в области литературы (жанры роман, новелла, рассказ).
- 1947 — назначен генеральным секретарём Португальского отделения ПЕН-клуба, будучи членом-учредителем центра в Португалии[19].
- 2011 — в Португалии во время празднований 100-летия со дня рождения Алвеш Редол посмертно был удостоен почётной медалью Португальского общества авторов (Sociedade Portuguesa de Autores, SPA)[20].

## Семья
- Супруга — Мария душ Сантуш Мота (Maria dos Santos Mota)
- Сын — Антониу (род. 13 марта 1943)

## Переводы на русский язык
- Редол А. Фанга = Fanga : Роман / Сокращ. пер. с порт. Ю. Калугина, А. Сиповича; предисл. С. Воробьёва; ред. Б. Щуплецов. — М. : Издательство иностранной литературы, 1949. — 186 с. — 100 000 экз.
- Редол А. Я родилась с паспортом туристки : Рассказ // Была темная ночь : Рассказы португальских писателей : Антология / Сост. и предисл. Е. А. Ряузовой. — М. : Государственное издательство художественной литературы, 1962. — 319 с. — 50 000 экз.
- Редол А. У лодки семь рулей = A Barca dos Sete Lemes : Роман / Пер. с португ. Е. А. Ряузовой и И. М. Чежеговой. Предисловие И. М. Чежеговой. — М. : Художественная литература, 1964. — 351 с. — 100 000 экз.
- Редол А. Проклиная свои руки : Рассказ / Пер. с порт. Л. Бреверн // Современная португальская новелла : Антология / Сост., предисл. Е. А. Ряузовой. — М. : Прогресс, 1977. — 400 с.
- Редол А. А. Яма слепых. Белая стена. Рассказы : Романы, рассказы // Избранное : Сборник / Антонио Алвес Редол / Пер. с португ. Л. Бреверн, А. Косс; составл. Н. Котрелева; предисл. С. Мамонтова. — М. : Радуга, 1982. — 608 с. — (Мастера современной прозы).